# Flamer (novela)
Flamer es una novela gráfica semiautobiográfica de Mike Curato. Está ambientada en 1995, en un campamento de verano de Boy Scouts, y cuenta la historia de Aiden, quien sufre acoso por su apariencia y por comportarse de una manera considerada esterotípicamente homosexual. Curato era un explorador y utilizó su experiencia como adolescente en el clóset para escribir la novela.
El libro fue publicado en 2020 por Henry Holt and Company y fue elogiado tanto por su historia emotiva como por sus elecciones artísticas, como el uso de tonos rojos para los momentos emotivos mientras está dibujado principalmente en blanco y negro. Flamer recibió un premio literario Lambda en 2021 en la categoría de adultos jóvenes.

## Argumento
La novela está ambientada en 1995, cuando Aiden Navarro, un adolescente filipino-estadounidense de 14 años, pasa la última semana de un campamento de verano de los Boy Scouts, antes de tener que regresar a casa. Habiendo terminado recientemente la escuela secundaria católica, donde fue constantemente acosado por tener sobrepeso, ser birracial y gay, Navarro está emocionado por su viaje al campamento de verano, donde siempre se ha sentido apreciado por sus amigos como un buen scout. Aiden considera que el campamento es un espacio seguro, donde las cosas son pacíficas y predecibles.
Las cosas son diferentes este año, ya que los otros chicos con los que pasa tiempo están pasando por la pubertad y pasan el tiempo tratando de demostrarse entre sí quién es más varonil, lo que incluye el uso de insultos homofóbicos. Aunque Aiden intenta ser como estos chicos, su incapacidad para encajar lo deja especialmente frustrado y molesto. Mientras está allí, Aiden también le escribe a su amiga por correspondencia, una chica llamada Violet, con quien es muy cercano y se siente cómodo compartiendo temas más íntimos. En sus cartas, él habla sobre sus sentimientos románticos por otro campista, Elias.
A lo largo de la semana, Navarro intenta reprimir sus sentimientos hacia Elias y hacia él mismo, lo que lo lleva al autodesprecio y a la ideación suicida. Aunque Aiden logra luchar contra los pensamientos y emociones negativas dentro de él al final, abandona el campamento scout con la comprensión de que la vida para él no sería fácil.

## Temas
Uno de los temas presentes en la novela gráfica debut de Mike Curato es la masculinidad tóxica y la homofobia con la que lucha Navarro, lo que sucede durante su estancia en la escuela católica y en el campamento de verano. Esto también se refleja cuando Aiden intenta encajar con sus compañeros actuando con características tradicionalmente consideradas como masculinas e imitando el «comportamiento homofóbico y machista» de los adolescentes.
Flamer también trata sobre luchas de identidad, ya que el personaje principal, que tuvo una educación católica, no entiende del todo sus sentimientos hacia otros niños y tiene problemas para aceptar su propia homosexualidad, ya que le enseñaron que ser gay se considera un pecado. El acoso escolar que sufre Aiden y durante el campamento de verano hace que su odio hacia sí mismo aumente, lo que finalmente lo lleva a un punto de ruptura en el que comienza a tener pensamientos suicidas.

## Trasfondo
Mike Curato comenzó a escribir el guion de Flamer en 2011. Trabajó en ello como proyecto paralelo durante unos años y en 2014 trabajó a tiempo completo en Flamer y lo terminó. En 2015 vendió los derechos de publicación al mismo editor responsable de sus libros ilustrados Little Elliot. Posteriormente, Curato continuó trabajando en otros proyectos hasta alrededor de 2018, cuando regresó a la novela gráfica y comenzó a trabajar en las ilustraciones en preparación para un lanzamiento.
La experiencia de Aiden incluye haber sido acosado por su voz afeminada e insinuaciones de ser gay, lo que se basa en las propias experiencias de Curato como explorador en el clóset. Parte del proceso de escritura de Curato implicaba mirar sus viejos diarios, cuadernos de bocetos y fotografías para revivir viejos recuerdos. También tuvo acceso a las cartas que envió a su antiguo amigo por correspondencia, desde 1992 hasta principios de la década de 2000, quien sirvió de inspiración para el personaje de Violet.
A Curato le faltaba experiencia en producir obras similares a los cómics. Después de enviar un boceto de la novela a su agente, tuvo que añadir alrededor de treinta páginas nuevas a la versión final por falta de espacio para los globos de diálogo. Esta alteración le llevó a ampliar la historia original. A pesar de ello, Curato pudo aplicar su experiencia con los libros ilustrados en otros aspectos del proceso creativo, como el ritmo, el paso de páginas y la composición. Al no estar sujetas a las mismas limitaciones de número de páginas que los libros ilustrados, las novelas gráficas también le dieron mayor libertad al autor en comparación con su producción habitual.
La mayor parte del arte de Flamer se realizó con lápiz negro y lavados de tinta. Para las páginas donde había fuego, Curato utilizó tinta de color, que luego superpuso sobre el arte en blanco y negro a través de Photoshop. Curato buscó utilizar un estilo artístico «tosco» para que coincidiera con los temas presentes en el libro. Este estilo era diferente del estilo habitualmente pulido que utilizaba para sus libros ilustrados para niños. Mientras experimentaba con este nuevo estilo, Curato utilizó otras novelas gráficas como inspiración, incluidas Stitches y The Kampung Boy.

### Título
Curato eligió inicialmente la palabra Flamer para el título de la novela debido a su uso como insulto hacia las personas gay, que también se utilizó en su contra cuando era niño. La palabra también se integra en la historia tanto a través de su relación con el fuego, y también como una alegoría de cómo ciertas palabras que solían ser despectivas, como queen, fueron eventualmente recuperadas por la comunidad LGBT.

## Recepción
La escritura y el diseño de Flamer fueron elogiados por la capacidad del autor para transmitir las emociones que siente el personaje principal al lector. En su reseña para The Horn Book Magazine, Roger Sutton menciona cómo el libro «se dirige de maravilla a los niños que están pasando por esta terrible experiencia». Sutton también comenta sobre la lenta construcción de la historia, mostrando las actividades en las que participa Aiden en el campamento, que «atraen plenamente a los lectores a la psique de Aiden». La reseña publicada por School Library Journal menciona la lucha que Aiden enfrenta para aceptarse a sí mismo imitando el «comportamiento machista de otros campistas» para parecer heterosexual.
En su reseña para NPR, Juanita Giles menciona que el personaje principal muestra signos de no poder aceptar su condición de homosexual, y lo califica como «un momento asombroso en una historia ya de por sí asombrosa». Giles también comenta sobre el final de la novela y cómo, en lugar de resolver todos los problemas de Aiden, este lo muestra perseverando ante los desafíos que la vida le impuso. Una reseña para el Bulletin of the Center for Children's Books repasa la escena de ideación suicida y elogia el «impacto emocional» causado por la narración de Curato sobre la vida de Aiden y su uso de colores «incendiarios» junto con la tinta negra.
Publishers Weekly menciona cómo, mediante el uso de un arte directo y de trazos gruesos, el autor «entreteje momentos surrealistas y cargados de emoción». Kirkus Reviews calificó a Flamer de «una historia que será leída y releída, y para algunos, será el libro que defina su adolescencia». Sarah Hunter, de The Booklist, escribió que la historia está «magistralmente matizada y asombrosamente narrada, esta es la narración visual en su máxima expresión».
El uso que hace Curato del blanco y negro para los momentos cotidianos y de los tonos rojos y naranjas para los momentos de intensa emoción fue especialmente elogiado por los críticos. Sarah Hunter escribe que «el arte, hábilmente ilustrado, logra un meticuloso equilibrio entre la intensidad de los sentimientos y la serena contemplación». Para el School Library Journal, el uso de colores para representar la «pasión, la rabia, el deseo y la vergüenza» de Aiden se hace aún más explícito en las ilustraciones en blanco y negro. Kirkus Reviews calificó las ilustraciones como «momentos atemporales de una infancia recordada». Roger Sutton también comentó sobre el uso de paneles más pequeños para la narración y las «páginas completas y dobles para los momentos importantes», calificándolas de «maravillosamente efectivas».

### Premios
Flamer ganó el premio literario Lambda de Literatura Infantil y Juvenil en su 33ª edición, celebrada en 2021. El libro también estuvo en la lista de los mejores libros de 2020 de The Horn Book Magazine, que describió la novela como una historia que «captura de manera ganadora las alegrías del campamento y el amor joven mientras que al mismo tiempo explora las esperanzas y los miedos del corazón humano».

## Controversias
Flamer ha sido objeto de críticas generalizadas por parte de los defensores de una ola de prohibición de libros  en los Estados Unidos. PEN America informó que había sido prohibido en las escuelas de al menos seis estados durante el año escolar 2021-2022. En 2022, la Asociación Americana de Bibliotecas lo nombró el cuarto libro más prohibido y cuestionado del año en Estados Unidos debido a la inclusión de «contenido LGBTQIA+» y «afirmaciones de que es sexualmente explícito». Al año siguiente, fue nombrado el quinto libro más prohibido y cuestionado del año en Estados Unidos.
Flamer fue incluido entre los 52 libros prohibidos por el distrito escolar Alpine luego de la implementación de la ley de Utah HB 374 sobre «Materiales sensibles en las escuelas», muchos de los cuales se consideraron que contenían material pornográfico según la nueva ley.
Después de que un padre del distrito presentó una denuncia penal en agosto de 2022 contra la inclusión de Flamer en la biblioteca de Jordan High School en Katy, Texas, la policía del distrito retiró temporalmente el libro para una investigación. El libro ya había sido considerado apropiado para escuelas secundarias por un comité de revisión de libros en marzo, y la policía coincidió con la evaluación del comité sobre el contenido del libro.